# Michiel van den Bos
Michiel van den Bos (23 mei 1975) is een Nederlands muzikant van computerspelmuziek. Hij componeerde hoofdzakelijk muziek voor spellen van Epic Games en Triumph Studios.

## Carrière
Van den Bos begon met het maken van muziek op de Commodore 64 en Amiga voordat hij een overstap maakte in 1996 naar het componeren van professionele soundtracks voor computerspellen zoals Unreal, Unreal Tournament, Deus Ex en de Overlord-serie. Zijn meest recente werk is voor het spel Age of Wonders 4.
Volgens een interview zijn invloeden afkomstig van artiesten als LTJ Bukem, John Williams, Jerry Goldsmith, Martin Galway, Underworld, Rob Hubbard, Jeroen Tel, Ben Daglish, Carcass, At the Gates, Insomnium, PFM en Artemis.

## Lijst van computerspellen
Computerspellen waarvoor Van den Bos geheel of gedeeltelijk muziek heeft gecomponeerd:
- Unreal (1998)
- Age of Wonders (1999)
- Unreal Tournament (1999)
- Deus Ex (2000)
- Overlord (2007)
- Overlord II (2009)
- Samurai Beatdown (2012)
- Age of Wonders III (2014)
- Voidrunner (2016)
- Age of Wonders: Planetfall (2019)
- Age of Wonders 4 (2023)

## Discografie
- Taking the Fifth (2014, ep)
- Drifting Through Static (2014, ep)
- Conspiravision: Deus Ex Remixed (2020)